# Eđšeg

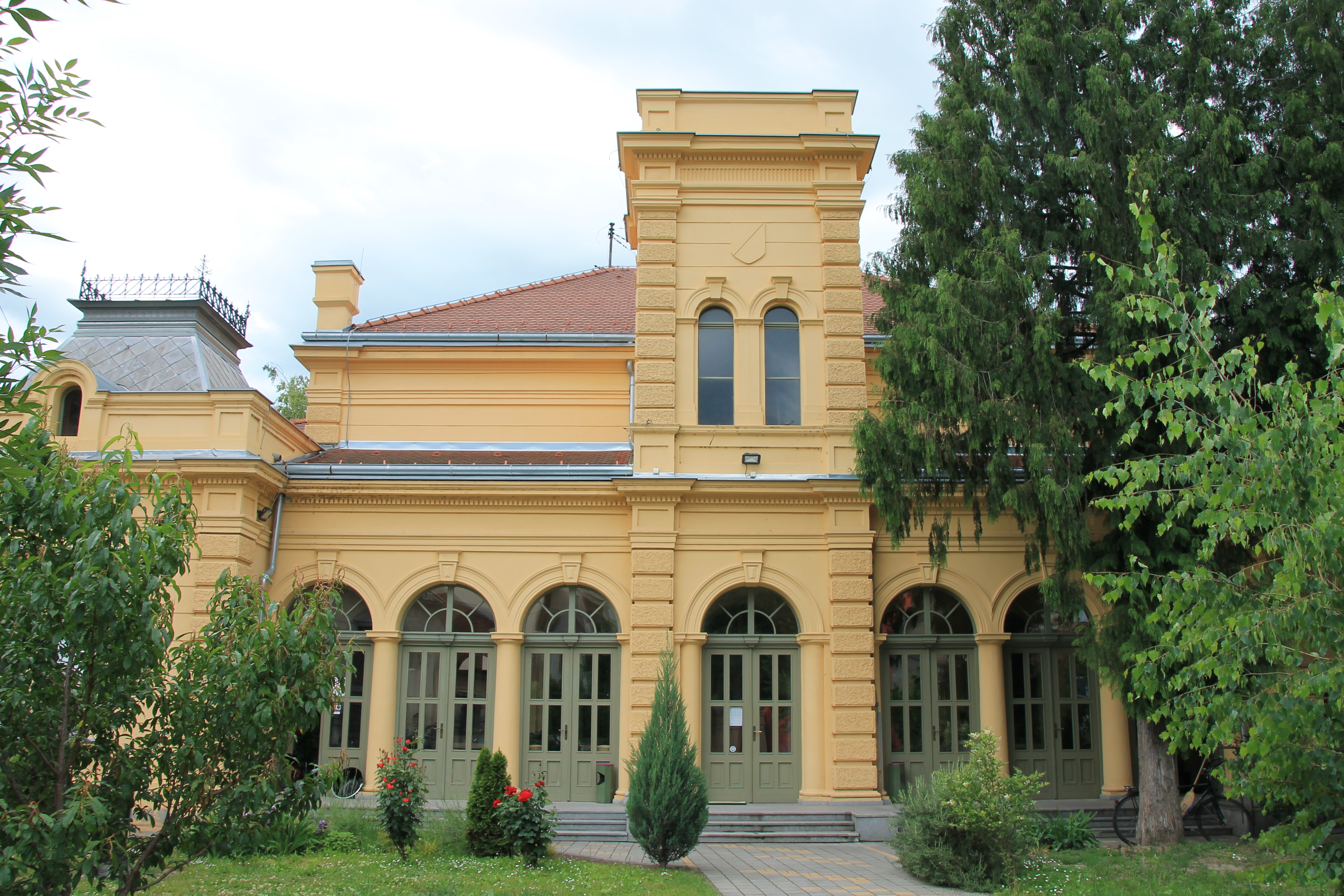
Vista frontal de Eđšeg.

Eđšeg (cirílico sérvio: Еђшег; húngaro: Egység; o nome é de origem húngara e significa "Unidade" em português, ou "Jedinstvo" (Јединство) em sérvio) é um castelo construído em 1889, localizado em Novi Sad, Sérvia. Foi construído para homenagear o centenário do clube desportivo de tiro "Građansko streljačko društvo". Após a 2ª Guerra Mundial, foi nacionalizado e, durante algum tempo, cedido para uso do clube de tiro "Jedinstvo" (Јединство), que deu nome ao castelo. Posteriormente, foi usado por muitos outros, mas logo depois perdeu o seu uso.
O castelo foi reformado em 2012, depois de estar em ruínas por décadas.